# Hanns Kerrl

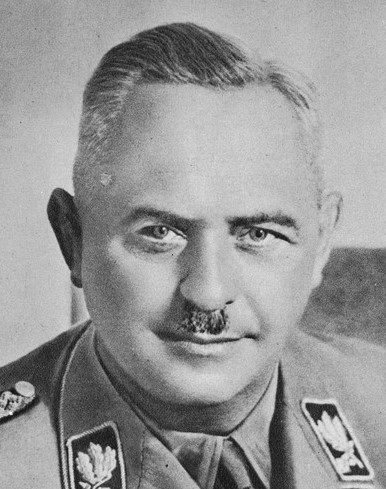
Hanns Kerrl

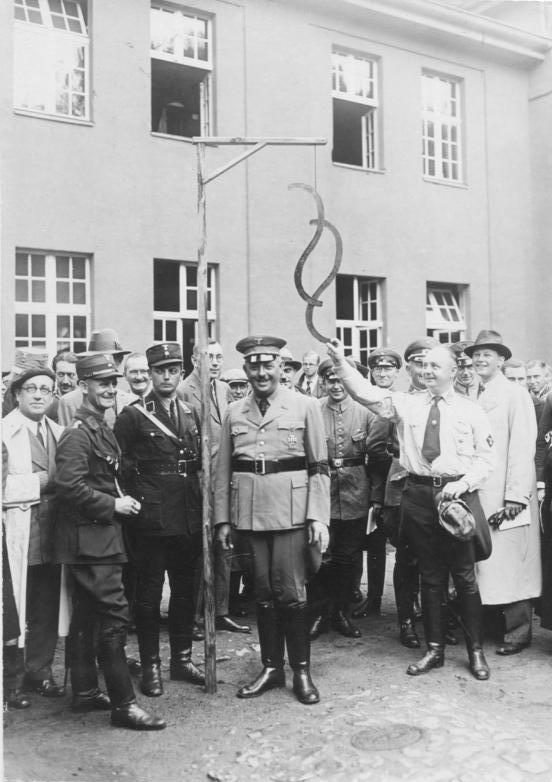
Hanns Kerrl (Mitte) 1933 beim Besuch der Justiz-Referendare im Lager Jüterbog, später Hanns-Kerrl-Lager

Hanns Kerrl (* 11. Dezember 1887 in Fallersleben; † 14. Dezember 1941 in Paris) war ein deutscher nationalsozialistischer Politiker. Er übte unter anderem die Ämter des Preußischen Landtagspräsidenten, preußischen Justizministers vom 21. April 1933 bis zum 22. Juni 1934 und Reichsministers für die kirchlichen Angelegenheiten (Reichskirchenminister) ab 1935 aus; in letzterem war er verantwortlich für die Gleichschaltung der Kirchen im Deutschen Reich. Seit Juni 1935 auch Leiter der Reichsstelle für Raumordnung, wurde er spöttisch der Minister für Raum und Ewigkeit genannt.

## Leben
Hanns Kerrl wurde als Sohn protestantischer Eltern in Fallersleben geboren. Sein Vater war dort Schulleiter. Nach Teilnahme am Ersten Weltkrieg, in dem er als Leutnant das Eiserne Kreuz I. und II. Klasse erhielt, wurde Kerrl Justizbeamter. Hanns Kerrl schloss sich bereits 1923 der NSDAP an und engagierte sich in der lokalen Politik, vermutlich schloss er sich Juni 1925 der neugegründeten NSDAP wieder an (Mitgliedsnummer 8.651). Von 1928 bis 1933 war er im Preußischen Landtag und wurde im November 1933 Mitglied des Reichstags für Südhannover-Braunschweig. Er war von 1933 bis 1934 preußischer Justizminister und erließ in dieser Zeit Berufsverbote für jüdische Notare und Rechtsanwälte.
Aufgrund seiner protestantischen Erziehung, seines vergleichsweise skandalfreien Werdegangs und nicht zuletzt seiner niedrigen Parteinummer erschien er Hitler als der geeignete Mann für den Posten des Präsidenten des Preußischen Landtags, nachdem die NSDAP bei der Landtagswahl am 24. April 1932 mit 162 von 423 Mandaten stärkste Partei geworden war. Hitler hoffte, während seiner „Machtergreifung“ das konservative Lager mit einem streng protestantischen und, oberflächlich betrachtet, „urpreußischen“ Bildungsbürger an der Spitze des Parlaments beschwichtigen zu können.
Kerrl setzte sich für die Auflösung des Landtages und Neuwahlen am 5. März 1933 ein, um der NSDAP eine Mehrheit zu sichern. Diese kam nur durch die Aberkennung der KPD-Mandate zustande. Durch die Gleichschaltungsgesetze vom 31. März und 7. April 1933 wurde Preußen dem Reich unterstellt. Vom 25. März 1933 bis 1935 amtierte er als Reichskommissar für das preußische Justizministerium. Vom 21. April 1933 bis zum 22. Juni 1934 war Kerrl auch preußischer Justizminister. Qua Amt war er damit Mitglied im Preußischen Staatsrat. Er führte ein System nationalsozialistischer Indoktrination für frisch ausgebildete Juristen ein: Alle Referendare mussten sich einer achtwöchigen Ausbildung im Referendarslager Jüterbog unterziehen. Dieses Lager erhielt den Namen Gemeinschaftslager „Hanns Kerrl“ und wurde zwischen 1933 und 1939 von 20.000 jungen Juristen durchlaufen. Kerrl gehörte 1933 zu den Gründungsmitgliedern der nationalsozialistischen Akademie für Deutsches Recht Hans Franks.
Kerrl bereicherte sich an den Früchten der von ihm betriebenen Judenverfolgung. Um 1935 bezog er die Villa der verjagten jüdischen Kaufmannsfamilie Lindemann Am Rupenhorn Nr. 5, dem Hochufer über dem Stößensee in Berlin. Die von Bruno Paul 1929/31 im Bauhausstil errichtete Villa ließ Kerrl 1937 von Friedrich Hetzelt erweitern.
Ab 17. Juni 1934 wurde Kerrl zum Reichsminister ohne Geschäftsbereich ernannt, nachdem er vorher sein Amt als preußischer Justizminister an Franz Gürtner hatte abtreten müssen. Seit dem 29. März 1935 hatte Kerrl zudem die Leitung des neugegründeten Zweckverbandes Reichsparteitag Nürnberg inne, der für den Ausbau und Unterhalt des dortigen Reichsparteitagsgeländes zuständig war. Am 16. Juli 1935 wurde er zum Reichsminister für die kirchlichen Angelegenheiten an die Spitze eines neuen und kurzlebigen Ministeriums gestellt. In seiner neuen Funktion sollte er besonders für die endgültige Gleichschaltung der Deutschen Evangelischen Kirche sorgen. 
Kerrl wurde SA-Obergruppenführer und hielt Verbindungen zu den mit dem Nationalsozialismus sympathisierenden Deutschen Christen. Ihm fiel auch die Rolle des Mittlers zwischen streng antikirchlichen NSDAP-Führern (wie z. B. Heinrich Himmler) und den vorhandenen gottesbezogenen Ideologien des Nationalsozialismus (Gottgläubigkeit) zu, zumindest nach außen. Er wurde eine zentrale Figur des beginnenden Kirchenkampfs.
Im Frühjahr 1939 unternahm Kerrl einen Versuch, die zerstrittene Deutsche Evangelische Kirche zu ordnen. Dazu wollte er alle kirchlichen Gruppierungen auf der Basis von gemeinsamen Grundsätzen vereinigen, die von den Deutschen Christen über die neutrale „Mitte“ bis hin zur gemäßigten Bekennenden Kirche unterschrieben und in einer Erklärung der Öffentlichkeit vorgestellt werden sollten. Kerrl hoffte, bei Hitler damit eine Änderung der Haltung von Staat und Partei gegenüber der evangelischen Kirche zu erwirken. Die Auseinandersetzungen um die Grundsätze ließen in erschreckender Weise erkennen, wie weit verbreitet und tief verwurzelt die Abneigung gegen das Judentum im deutschen Protestantismus war. Traurige Berühmtheit erlangte die erste Fassung der Grundsätze, die „Godesberger Erklärung“ von Ende März 1939. Diese Erklärung stellte eine verheerende Vermischung von Christentum und nationalsozialistischer Weltanschauung dar. Sie definierte das Christentum ausschließlich „völkisch-national“ und richtete sich gleichermaßen gegen Judentum und Ökumene.
Der seit 1936 herzkranke Kerrl starb im Alter von 54 Jahren am 14. Dezember 1941 in Paris und wurde am Tag darauf nach Berlin überführt. Am 20. Dezember gab es für ihn eine Trauerfeier in der Neuen Reichskanzlei, anschließend wurde er auf dem Waldfriedhof Dahlem beigesetzt. Nach seinem Tod führte sein Staatssekretär Hermann Muhs das Ministeramt kommissarisch bis 1945.

## Ehrungen
- Februar 1934: Ehrenbürger der Stadt Hildesheim[7]